# Lohmühlenteich (Hohenlockstedt)
Der Lohmühlenteich in Hohenlockstedt ist ein früher als Mühlenteich genutzter Teich im Kreis Steinburg in Schleswig-Holstein. Er ist rund vier Hektar groß.
Seit 1963 stehen der Teich und ein Teil seiner Umgebung unter Landschaftsschutz. Um ihn herum führt ein rund ein Kilometer langer Naturlehrpfad. Die am Ufer gelegene Badestelle ist mit der Großen Tonkuhle in Itzehoe und dem Luisenbad in Schenefeld eine von drei an Stillgewässern gelegenen Badestellen im Kreis Steinburg, deren Badegewässer aufgrund von EU-Vorgaben kontinuierlich auf die Gewässerqualität hin untersucht wird. Seit 2020 gibt es an der Badestelle eine Notrufsäule.